# Angadenia lindeniana
Angadenia lindeniana là một loài thực vật có hoa trong họ La bố ma. Loài này được (Müll.Arg.) Miers mô tả khoa học đầu tiên năm 1878.